# Kwas 4-hydroksyfenylooctowy
Kwas 4-hydroksyfenylooctowy – organiczny związek chemiczny z grupy kwasów karboksylowych i fenoli. Jego obecność stwierdzono w oliwie naturalnej.